# Daddy's Dance Hall
Daddy's Dance Hall (eller bare Daddy's) var et populært diskotek for enden af Palads-biografen på Axeltorv i København i 1970'erne og 80'erne.
Punk-gruppen Sex Pistols spillede på Daddy's Dance Hall den 13. og 14. juli 1977. En koncert, der kort tid efter inspirerede til dannelsen af den danske gruppe Sods (senere Sort Sol). Iggy Pop spillede på Daddy's den 19. september 1977.
I nyere tid har natklubber som bl.a. "Envy" og "Klubben" holdt til i lokalerne og sidenhen Nord Natklub for folk på 30+, Panama Natklub og natklubben Medusa. Fra den 4. november 2022 er de hjemsted for natklubben Den Anden Side.
Koncertliste :
Jun 18 1975 Little Richard
Maj 11 1976 Colosseum II
Maj 12 1976 Patti Smith Group
Aug 31 1976 Chuck Berry
Apr 5 1977 Janne Schaffer
Maj 12 1977 Ramones
Jun 15 1977 Blondie
Jun 15 1977 Television
Jul 13 1977 Sex Pistols
Jul 14 1977 Sex Pistols
Sep 19 1977 Iggy Pop
Mar 7 1978 Patti Smith Group